# 원티드 (음악 그룹)
원티드(Wanted)는 김재석, 하동균, 서재호, 전상환으로 구성된 대한민국의 R&B 음악 그룹으로 2004년 1집 Like the First로 데뷔하였다. 2004년 8월 교통사고로 서재호가 사망하였고, 서재호, 하동균, 전상환의 데뷔 그룹 7dayz의 동료 멤버였던 이정을 객원보컬로 하여 2007년 7dayz & Wanted 2집을 발매했다. 하동균은 공익근무요원으로 2011년 5월 소집해제되었다. 김재석은 네츄럴 톤이란 이름으로 솔로 활동을 하고 있다.
2012년 3집 Vintage를 발매하였다.

## 정규 앨범
- 2004년 5월 21일 1집 Like The First
- 2007년 7월 5일 2집 7dayz & Wanted
- 2012년 1월 9일 3집 Vintage